# The New Saints FC
The New Saints of Oswestry Town & Llansantffraid Football Club (walesiska: Clwb Pêl-droed y Seintiau Newydd) är en walesisk fotbollsklubb. Åren 1997–2006 hette klubben Total Network Solutions FC.
Klubben har sin hemvist i den walesiska orten Llansantffraid-ym-Mechain och i den engelska orten Oswestry. Klubben spelar i den walesiska ligan (Cymru Premier) och normalt sina hemmamatcher på sitt föråldrade plastgräs, något som är närmast unikt i Storbritannien där bara ett fåtal klubbar valt att lämna naturgräset. Klubben har vunnit den inhemska ligan WPL flera gånger och även ofta deltagit i kval till både Europa League och Champions League.

## Meriter
- League of Wales (17): 2000, 2005, 2006, 2007, 2010, 2012, 2013, 2014, 2015, 2016, 2017, 2018, 2019, 2022, 2023, 2024, 2025.[3]
- Welsh Cup (7): 1996, 2005, 2012, 2014, 2015, 2016, 2019.[4]
- League of Wales Cup (9): 1995, 2006, 2009, 2010, 2011, 2015, 2016, 2017, 2018.[5]

## Placering tidigare säsonger
| Säsong  | Nivå | Liga                 | Placering | Referens      | Notering |
| ------- | ---- | -------------------- | --------- | ------------- | -------- |
| 2010/11 | 1    | Welsh Premier League | 2         | [ 6 ]         |          |
| 2011/12 | 1    | Welsh Premier League | 1         | [ 7 ]         |          |
| 2012/13 | 1    | Welsh Premier League | 1         | [ 8 ]         |          |
| 2013/14 | 1    | Welsh Premier League | 1         | [ 9 ]         |          |
| 2014/15 | 1    | Welsh Premier League | 1         | [ 10 ]        |          |
| 2015/16 | 1    | Welsh Premier League | 1         | [ 11 ]        |          |
| 2016/17 | 1    | Welsh Premier League | 1         | [ 12 ]        |          |
| 2017/18 | 1    | Welsh Premier League | 1         | [ 13 ]        |          |
| 2018/19 | 1    | Welsh Premier League | 1         | [ 14 ]        |          |
| 2019/20 | 1    | Cymru Premier        | 2         | [ 15 ] [ 16 ] |          |
| 2020/21 | 1    | Cymru Premier        | 2         | [ 17 ]        |          |
| 2021/22 | 1    | Cymru Premier        | 1         | [ 18 ]        |          |
| 2022/23 | 1    | Cymru Premier        | 1         | [ 19 ]        |          |
| 2023/24 | 1    | Cymru Premier        | 1         | [ 20 ]        |          |
| 2024/25 | 1    | Cymru Premier        | 1         | [ 21 ]        |          |

## Färger
TNS spelar i vit och grön trikåer, bortastället är blå.
| TNS | TNS |

## Spelartruppen
| Nr | Land       | Pos | Namn              |
| -- | ---------- | --- | ----------------- |
| 2  | England    | F   | Josh Pask         |
| 4  | USA        | F   | Matthew Olosunde  |
| 5  | England    | F   | Ryan Astles       |
| 6  | Wales      | F   | Jack Bodenham     |
| 7  | Irland     | MF  | Josh Daniels      |
| 8  | Nordirland | MF  | Ryan Brobbel      |
| 9  | Skottland  | A   | Declan McManus    |
| 10 | England    | MF  | Daniel Redmond    |
| 11 | Polen      | A   | Adrian Cieślewicz |
| 12 | England    | F   | Blaine Hudson     |
| 13 | Wales      | MV  | Alex Ramsay       |
| 14 | Wales      | MF  | Daniel Williams   |
| 15 | England    | A   | Aramide Oteh      |
| 16 | England    | F   | Harrison McGahey  |
| 17 | England    | MF  | Jordan Williams   |

| Nr | Land       | Pos | Namn                                    |
| -- | ---------- | --- | --------------------------------------- |
| 18 | Nordirland | MF  | Rory Holden                             |
| 19 | Wales      | MF  | Ben Clark                               |
| 20 | Wales      | MF  | Sion Bradley                            |
| 21 | Wales      | MF  | Leo Smith                               |
| 22 | Wales      | F   | Danny Davies                            |
| 24 | Wales      | F   | Ash Baker                               |
| 25 | Wales      | MV  | Connor Roberts                          |
| 26 | England    | F   | Jordan Marshall                         |
| 27 | England    | MF  | Jake Canavan                            |
| 28 | England    | MF  | Adam Wilson (på lån från Bradford City) |
| 30 | England    | MV  | Jack Edwards                            |
| 31 | England    | F   | Ben Woollam                             |
| 33 | England    | F   | Nathan Doforo                           |
| 39 | England    | A   | Tom Jones                               |